# Bill Arblaster
William J. Arblaster (sinh năm 1900, ngày mất không rõ) là một cầu thủ bóng đá người Anh.  Các câu lạc bộ đã thi đấu bao gồm Merthyr Town và Gillingham.  Ông có gần 150 lần ra sân tại Football League.